# Warcq (Moza)
Warcq – miejscowość i gmina we Francji, w regionie Grand Est, w departamencie Moza.
Według danych na rok 1990 gminę zamieszkiwało 112 osób, a gęstość zaludnienia wynosiła 22 osób/km² (wśród 2335 gmin Lotaryngii Warcq plasuje się na 933. miejscu pod względem liczby ludności, natomiast pod względem powierzchni na miejscu 1003.).